# Għar Dalam
Għar Dalam, Dalamgrottan är en grotta känd som äldsta människoboning på Malta. Hit flyttade bönder in med sin boskap för 7 400 år sedan. Därför är den en fornlämning i republiken Malta.  På grottans golv har stenmaterial fallit ner i 500 000 år. I de nedersta lagren har man funnit skelettdelar från dvärgväxta elefanter och flodhästar. Det visar att dessa djur kunnat vandra hit på det som nu är Medelhavets botten. I grottans öppning ligger nu ett museum där fynden presenteras. 
Grottan ligger i kommunen Birżebbuġa, i den sydöstra delen av landet. Għar Dalam ligger 23 meter över havet.
Närmaste större samhälle är Birżebbuġa, 1,2 kilometer söder om Għar Dalam. 